# محمد مهراف
محمد مهراف (زاده ۱۳۲۸ – ۱۹ اسفند ۱۳۹۳) نقاش اهل ایران بوده است. به خاطر پرتره‌هایش مشهور بود.

## زندگی‌نامه
وی که متولد محله سرشور مشهد بود از دوران کودکی به نقاشی علاقمند شد و به تدریج این علاقه در دوران نوجوانی وی را به سمت فراگیری این هنر کشاند. مهراف از ۱۲ سالگی نزد قدیر صباغیان آغاز به یادگیری هنر نقاشی کرد و بعدها با مهاجرت به تهران نزد جعفر پتگر نقاشی را به صورت آکادمیک فرا گرفت. مهراف پیش از عزیمت به تهران مدتی نیز با بخش هنر بنیاد پژوهش‌های اسلامی آستان قدس رضوی همکاری داشت. این هنرمند در ۱۳۵۸ طراحی صحنه، لباس و بازی در تئاتر جشن خون به کارگردانی مصطفی جهانشیری را در مشهد انجام داد. با فراگیری هنر ناب نقاشی به زادگاه خویش بازگشت و از جمله بنیانگذاران نقاشی نوین خراسان نام گرفت.
این هنرمند در سبک‌های رئالیسم، امپرسیونیسم، رمزگرایی و کولاژ و همچنین پرتره تبحر داشت؛ وی همچنین علاقه عمیقی به مکتب سورئالیسم و به خصوص آثار سالوادور دالی داشت و توانست تأثیر خوبی در این سبک داشته باشد. استاد مهراف با تأسیس نگارخانه مهراف در مشهد و برگزاری نمایشگاه‌های گروهی و انفرادی و تربیت شاگردان متعدد نقش بسزایی در پیشرفت هنر نقاشی داشت. این هنرمند بار دیگر به تهران مهاجرت نمود و به خلق آثار و برگزاری کلاس‌های نقاشی پرداخت. وی سر انجام در ۱۹ اسفندماه ۱۳۹۳ در سن ۶۵ سالگی در منزل خود در تهران چشم از جهان فروبست. این هنرمند در قطعه هنرمندان بهشت زهرا و در جوار استادش جعفر پتگر به خاک سپرده شد.